# Ходаковские
Ходако́вские (Мальке́вич-Ходако́вские) (пол. Chodakowski, укр. Ходаківські) — польский и русский боярский, шляхетский, дворянский род.

## Происхождение
Первоначальная древнерусская фамилия дворян Ходаковских была Малькевичи. Малькевичи имели грамоты от Великих Князей Литовских на звание земян.
4 февраля 1570 года король Польский Сигизмунд II Август подтвердил эти права Василию Васильевичу Малькевичу и «за военную, господарскую земскую службу» миловал ему в потомственное владение землю Ходаковскую. В 1576 году король Стефан Баторий, затем король Сигизмунд III подтвердили эти права. С этих пор его потомки усвоили себе название Ходаковских, называясь, впрочем, долгое время Малькевичами-Ходаковскими.

## Описание гербов

Герб Сас

Ходаковские используют герб Доленга (пол. Dołęga).
«В лазурном щите, увенчанная золотым, о широких концах, крестом серебряная подкова, сопровождаемая внутри такою же опрокинутою стрелою. Щит увенчан Дворянским коронованным шлемом. Нашлемник: чёрное крыло коршуна, пронизанное в пояс серебряною стрелою. Намет: справа лазоревый с серебром, слева — лазоревый с золотом».
Также была ветвь этого же рода Ходаковских-Малькевичей, которая использовала герб Сас (пол. Sas).

## Ходаковские вРодословной книгеВолынской губернии
Ходаковские, как потомственный дворянский род, были внесены в 6-ю часть Родословной книги Волынской губернии. В шестую часть вносились роды, дворянство которых насчитывало столетие на момент издания Жалованной грамоты. Формально запись в шестую часть родословной книги не давала никаких привилегий, кроме одной: в Пажеский корпус, Александровский (Царскосельский) лицей и в училище правоведения зачислялись только сыновья дворян, записанных в пятую и шестую части родословных книг.
Кроме этого Малькевич — Ходаковские были внесены в 1-ю часть Родословной книги Волынской губернии. В первую часть вносились «роды дворянства жалованного или действительного»; во вторую часть — роды дворянства военного; в третью — роды дворянства, приобретенного на службе гражданской, а также получившие право потомственного дворянства по ордену; в четвертую — все иностранные роды; в пятую — титулованные роды; в шестую часть — «древние благородные дворянские роды». (Грамота на права, вольности и преимущества благородного российского дворянства). На практике в первую часть записывались и лица, получившие дворянство по ордену, особенно если этот орден жаловался вне обычного служебного порядка.